# Marilou Vanden Poel-Welkenhuysen
Marilou Vanden Poel, née Welkenhuysen le 17 mai 1941 à Zonhoven est une femme politique belge flamande, membre du parti OpenVLD.
Elle est de profession interprète-traductrice et ancienne professeur. Elle est Officier de l'Ordre de Léopold.

## Fonctions politiques
- Ancienne conseillère provinciale (Limbourg).
- 1983-1988 et 1995-2008 : bourgmestre de Zonhoven.
- Sénatrice belge:
  - du 23 octobre 1985 au 13 décembre 1987
  - du 9 décembre 1991 au 21 mai 1995.
- Députée fédérale belge:
  - du 8 novembre 1981 au 13 octobre 1985
  - du 21 mai 1995 au 9 octobre 2001